# Itsikoudi
Itsinkoudi est une ville de l'Union des Comores, situé sur l'île de Grande Comore. En 2020, sa population est estimée à 6 000 habitants. C'est la grande localité de la région de Oichili et l'une des grandes villes de l'ile de Ngazidja.

## Notes et références

Itsikoudi se trouve à l'est de l'île.